# Ribeira Grande (Ribeiras)
Ribeira Grande é uma localidade portuguesa da freguesia das Ribeiras, concelho da Lajes do Pico, ilha do Pico, arquipélago dos Açores.